# الشفاء بنت عبد الله
الشفاء بنت عبد الله بن عبد شمس العدوية القرشية (توفيت نحو 20 هـ - نحو 640 م) صحابية من فضليات النساء العرب. كانت تكتب في الجاهلية، وأسلمت قبل الهجرة قديماً، فهي من المهاجرات الأوائل، فعلمت أم المؤمنين حفصة بنت عمر الكتابة. إضافة إلى أنها كانت طبيبة مشهورة بمداواة الأمراض الجلدية في العصر النبوي.
كان النبي ﷺ يزورها، ويقيل عندها. وأقطعها داراً بالمدينة. وكان عمر بن الخطاب يقدمها في الرأي ويرعاها ويفضلها. ويزعم أنه ولاها أمر سوق المدينة المنورة.، إلا أن الحديث إسناده ضعيف جدًا. وهذه القصة أنكرها المحدثون، ونقل ابن سعد أن أبناءها ينكرون ذلك وقال ابن العربي: لا تصح من دسائس المبتدعة. روت 12 حديثاً. قيل: اسمها ليلى، والشفاء لقب لها.

## نسبها وعائلتها
- ليلى بنت عبد الله بن عبد شمس بن خلف بن صداد بن عبد الله بن قرط بن رزاح بن عدي بن كعب بن لؤي بن غالب بن فهر بن مالك بن النضر بن كنانة بن خزيمة بن مدركة بن إلياس بن مضر بن نزار بن معد بن عدنان.
- أمها: فاطمة بنت وهب بن عمرو بن عائذ بن عمران بن مخزوم.[10]

### أزواجها وأولادها
تزوجت من رجلين هما:-
- أبو حثمة بن حذيفة بن غانم بن عامر القرشي العدوي، وولدت له سليمان بن أبي حثمة.
- بعد ذلك تزوجت من أخيه مرزوق بن حذيفة، وولدت له أبا حكيم بن مرزوق.

ولها ابنة تزوجت من القائد الإسلامي شراحبيل بن حسنة.

## إسلامها
أسلمت الشفاء قبل الهجرة فهي من المهاجرات الأوائل وبايعت النبي ﷺ كانت من عقلاء النساء وفضلائهن  وقد هاجرت هي وزوجها إلى أرض الحبشة.

## حياتها
كانت الشفاء بنت عبد الله العدوية من القلائل الذين عرفوا القراءة والكتابة في الجاهلية وكانت تجيد الرقية منذ الجاهلية، أقطعها النبي دارا عند الدكاكين بالمدينة فنزلتها مع ابنها سليمان وكانت تكتب 	 بالعربية  في الوقت الذي كانت الكتابة في العرب قليلة واصبحت تلك الدار مركزا علميا للنساء، وكان من بين المتعلمات حفصة بنت عمر زوجة النبي ﷺ، وعلى الرغم من العلم الذي أجادته الشفاء قبل الإسلام، إلا إنها لم تحاول الإفادة منه إلا بعد أن عرفت حكم الشرع فيه. فلما أجازها النبي خدمت به الناس، وعلمت نساء المسلمين القراءة والكتابة وبذلك تعتبر أول معلمة في الإسلام.

## الشفاء طبيبة وراقية
تخصصت الشفاء في معالجة الأبدان حيث كانت تخرج مع النبى محمد في غزواته فتداوى الجرحى، وكان يأتيها الصحابة في بيتها للتطبيب وقد اشتهرت برقية النمِلة , وهي جروح تصيب الجنين. وكانت رقية من لدغة النملة، وهي قروح تخرج في الجنب وغيره من الجسد.فقال النبى محمد: «ارقى بها وعلميها حفصة» [ابن مندة وأبو نعيم]

### الرقية
وعن أبي بكر بن سليمان بن أبي حثمة القرشي أن رجلا من الأنصار خرجت به نملة فدل أن الشفاء بنت عبد الله ترقي من النملة أيام الجاهلية فجاءها فسألها أن ترقيه فقالت والله ما رقيت منذ أسلمت فذهب الأنصاري إلى رسول الله فاخبره بالذي قالت الشفاء فدعا رسول الله الشفاء فقال اعرضي علي فعرضتها عليه فقال ارقيه وعلميها حفصة كما علمتها الكتاب هذا حديث صحيح على شرط الشيخين وقد سمعه أبو بكر بن سليمان من جدته. إلى هنا رواية بن منده، وزاد أبو النعيم «باسم الله صلو صلب خير يعود من أفواهِهَا، ولا يضُرُّ أحدًا، اكشفْ الباسَ ربَّ الناسِ». قال: «ترقي بها على عود كُرْكُمْ سبع مرات، وتضعه مكانًا نظيفًا، ثم تدلكه على حجر بِخَلٍّ خُمْرٍ مصفَّى، ثم تطليه على النَّمْلة».

## ما روت من الأحاديث
روت هذه الصحابية أحاديث عدة:-
- عن أبي سلمة بن عبد الرحمن عن الشفاء ابنة عبد الله قالت: " ثم جئت يوما حتى دخلت على النبي ﷺ فشكوت إليه فجعل يعتذر إلي وجعلت ألومه، قالت ثم حانت الصلاة الأولى فدخلت بيت ابنتي وهي أم شرحبيل ابن حسنة فوجدت زوجها في البيت فجعلت ألومه فقلت: قد حضرت الصلاة وأنت ها هنا؟ فقال: يا عمة لا تلوميني كان لي ثوبان استعار أحدهما النبي صلى الله عليه وسلم. فقلت بأبي أنت وأمي... أنا ألومه وهذا شأنه؟؟ فقال شرحبيل: إنما كان أحدهما درعا فرقعناه" [15]
- عن ولدها سليمان بن أبى حثمة عن الشفاء بنت عبد الله قالت: دخل على بيتي عمر بن الخطاب فوجد عندي رجلين نائمين فقال: ما شأن هذين ما شهدا معنا الصلاة؟ قلت يا أمير المؤمنين صليا مع الناس، وكان ذلك في رمضان فلم يزالا يصليان حتى أصبحا وصليا الصبح وناما فقال عمر: لأن أصلي الصبح في جماعة أحب إلي من أن أصلي ليلة حتى أصبح" [15]
- من حديث الشفاء بنت عبد الله  أن النبي بعث عبد الله بن حذافة السهمي منصرفا من الحديبية إلى كسرى وبعث معه كتابا مختوما فيه: بسم الله الرحمن الرحيم، من محمد رسول الله إلى كسرى عظيم الفرس، سلام على من اتبع الهدى وآمن بالله ورسوله، وشهد أن لا إله إلا الله وحده لا شريك له، وأن محمدا عبده ورسوله، أدعوك بداعية الله، فإني أنا رسول الله إلى الناس كافة، لينذر من كان حيا ويحق القول على الكافرين، أسلم تسلم، فإن أبيت فإن عليك إثم المجوس "قال عبد الله فانتهيت إلى بابه فطلبت الإذن عليه، حتى وصلت إليه، فدفعت إليه كتاب رسول الله، فقرئ عليه، فأخذه ومزقه، فلما بلغ ذلك رسول الله، قال: مزق الله ملكه. 
  نفس الحديث  أخرجه البخاري مختصرا عن ابن عباس، بعث بكتابه مع عبد الله بن حذافة السهمي وأمره أن يدفعه إلى عظيم البحرين، فدفعه عظيم البحرين إلى كسرى، فلما قرأه مزقه، قال: فحسبت أن ابن المسيب قال: فدعا عليهم رسول الله أن يمزقوا كل ممزق.[15]
- عن ابن شهاب قال قال عمر بن عبد العزيز لأبي بكر بن سليمان بن أبي حثمة: من أول من كتب من عبد الله أمير المؤمنين؟ فقال: أخبرتني الشفاء بنت عبد الله وكانت من المهاجرات الأول، أن لبيد بن ربيعة وعدي بن حاتم قدما المدينة فأتيا المسجد فوجدا عمرو بن العاص فقالا يا ابن العاص استأذن لنا على أمير المؤمنين، فقال: أنتما والله أصبتما اسمه فهو الأمير ونحن المؤمنون، فدخل عمرو على عمر فقال: السلام عليك يا أمير المؤمنين، فقال عمر: ما هذا؟ فقال: أنت الأمير ونحن المؤمنون. فجرى الكتاب من يومئذ.  رواه الطبراني ورجاله رجال الصحاح[15]
- روي عن الشفاء بنت عبد الله  أنها قالت: إن رسول الله سئل عن أفضل الأعمال، فقال: «إيمان بالله وجهاد في سبيل الله وحج مبرور».[16]
- عن  محمد بن سلام قال: أرسل عمر بن الخطاب إلى الشفاء بنت عبد الله العدوية أن أغذي علي قالت: فغدوت عليه فوجدت عاتكة بنت أسيد بن أبي العاص ببابه فدخلنا فتحدثنا ساعة فدعا بنمط فأعطاها إياه ودعا بنمط دونه وأعطانيه قالت فقلت: يا عمر أنا قبلها إسلاما وأنا بنت عمك دونها وأرسلت إلي وأتت من قبل نفسها، قال: ما كنت رفعت ذلك إلا لك فلما اجتمعتما تذكرت أنها أقرب إلى رسول الله منك [16] 
 وقد روت الشفاء بنت عبد الله عن رسول الله وعن عمر بن الخطاب، وروى عنها ابنها سليمان بن أبي خثمة وآخرون من أحفادها، وقد روى لها البخاري في كتاب الأدب وكتاب أفعال العباد كما روى لها أبو داود والنسائي .[17]

## وفاتها
توفيت سنة عشرين للهجرة، في خلافة عمر بن الخطاب.